# 4150 Starr
4150 Starr este un asteroid din centura principală, descoperit pe 31 august 1984 de Brian Skiff.